# جون بارلو جارفيس
جون بارلو جارفيس (بالإنجليزية: John Barlow Jarvis)‏ هو ملحن وكاتب أغاني وعازف بيانو أمريكي، ولد في 2 يناير 1954 في باسادينا في الولايات المتحدة.

## وصلات خارجية
- جون بارلو جارفيس على موقع ميوزك برينز (الإنجليزية)
- جون بارلو جارفيس على موقع أول ميوزيك (الإنجليزية)
- جون بارلو جارفيس على موقع ديسكوغز (الإنجليزية)
- جون بارلو جارفيس على موقع ديسكوغز (الإنجليزية)
- جون بارلو جارفيس على موقع ديسكوغز (الإنجليزية)